# Economia de Myanmar
Myanmar possui uma economia mista. O setor privado domina a agricultura, a indústria leve e as atividades de transporte, já o Estado controla a produção de energia, a indústria pesada e o comércio de arroz.
Myanmar é uma economia emergente com um PIB nominal estimado de 51.930 milhões dólares. A taxa de crescimento real é estimada em 5,5% para o ano fiscal de 2011.
Historicamente, a Birmânia foi a principal rota de comércio entre Índia e China desde o ano de 100 a.C e continua recebendo uma quantidade expressiva de investimento chinês no setor de energia. Depois que Birmânia foi conquistada pelos ingleses, o país tornou-se o mais rico do Sudeste Asiático, sendo o maior exportador mundial de arroz e tinha uma população altamente alfabetizada.
Após um governo parlamentar ser formada em 1948, o primeiro-ministro U Nu embarcou em uma política de nacionalização. O golpe de Estado em 1962 foi seguido por um regime econômico chamado de Via birmanesa para o socialismo, um plano para nacionalizar todas as indústrias. Este programa catastrófico levou a Birmânia a ser um dos países mais pobres do Sudeste asiático.
Em 2011, quando o novo presidente Thein Sein chegou ao poder, o governo iniciou em uma grande política de reformas, incluindo privatização, leis incentivando o investimento estrangeiro e novas formas de tributação. Os investimentos estrangeiros aumentaram de $ 300 milhões americanos em 2009-10 para $ 20 bilhões em 2010-11.
De acordo com um relatório divulgado em 30 de maio de 2013 pelo McKinsey Global Institute, a economia da Birmânia deverá quadruplicar até 2030, se o país mantém um ritmo constante de reformas econômicas e políticas.